# إي إل أم الرحلة 980
إي إل أم الرحلة 980 طائرة ماكدونل دوغلاس دي سي-9-33CF كانت تحمل علي متنها 57 راكبا و6 من أفراد الطاقم في رحلة طيران من نيويورك إلي سانت مارتن في 2 مايو 1970 بقيادة الكابتن بالسي دوايت البالغ من العمر 37 عاما ذات خبرة طيران للشركة لمدة 14 عاما والمساعد أول هاري إيفانس الثاني البالغ من العمر 25 عاما ذات خبرة طيران للشركة لمدة سنتين والملاح هيو هارت البالغ من العمر 35 عاما ذات خبرة طيران للشركة لمدة 12 عاما وحاول الكابتن بالسي دوايت الهبوط بالطائرة ثلاث مرات ولكن تسبب الطقس السئ واتجاه المدرج المغناطيسي 27/09 والموقع الجغرافي للمطار بالذهاب حول المطار ثلاث مرات وتسبب ذلك بنفاذ الوقود بسبب خطأ الطيار وعلي بعد 56 كم (35 ميلآ) من مطار الأميرة جوليانا الدولي وعلي بعد 48 كم (30 ميلآ) من سانتا كروز هبطت الطائرة علي المياه ونجا الكابتن بالسي دوايت والمساعد أول هاري إيفانس الثاني والملاح هيو هارت وضابط المحاسبة ويلفريد سبينسر البالغ من العمر 27 عاما والمضيف المسوؤل توبياس «تيتو» كورديرو البالغ من العمر 25 عاما و35 راكبا عبر قوارب الإنقاذ ومروحيات حرس السواحل الأمريكي ولكن المضيفة مارغريث أبراهام البالغة من العمر 24 عاما و22 راكبا ماتوا عندما تحطمت الطائرة وبعد 8 أسابيع من التحطم سحبت إدارة الطيران الفيدرالية والمجلس الوطني لسلامة النقل رخصة الكابتن بالسي دوايت وفي 31 ديسمبر 2008 بعد 38 عاما من التحطم تم تحويل اتجاه المدرج المغناطيسي لمطار الأميرة جوليانا الدولي من 27/09 إلى 28/10 لجعل المطار أكثر آمنا ولكنه مازالت الطائرات تحلق فوق الشاطئ الذي خلفه مطار الأميرة جوليانا الدولي علي ارتفاع من 20 إلي 30 مترآ ومازال مطار الأميرة جوليانا الدولي سليما لإقلاع الطائرات وخطرآ لهبوط الطائرات حتي يومنا هذا.